# Drammen (stacja kolejowa)
Drammen – stacja kolejowa w Drammen, w regionie Buskerud  w Norwegii, jest oddalona od Oslo Sentralstasjon o 42 km. Jest położona na wysokości 2,2 m n.p.m.

## Ruch dalekobieżny
Stacja w Drammen obsługuje ruch dalekobieżny zarówno w zachodniej jak i we wschodniej części kraju. Stacje obsługiwane przez pociągi dalekobieżne: Stavanger, Kristiansand, Arendal, Bergen, Flåm, Lillehammer, Hamar, Dal.

## Ruch lolalny
Leży na linii Drammenbanen. Jest elementem  kolei aglomeracyjnej w Oslo. Na stacji kończy bieg część pociągów linii 400 i linia 440, przejeżdżają również pociągi linii 450.  Stacja obsługuje Oslo Sentralstasjon, Kongsberg, Asker, Lillestrøm, Dal, Kongsberg I Eidsvoll.
| Numer | Stacja początkowa | stacja końcowa |
| ----- | ----------------- | -------------- |
| 400   | Drammen           | Lillestrøm     |
| 440   | Skien             | Dal            |
| 450   | Kongsberg         | Eidsvoll       |

SKM w Oslo

- Pociągi linii 400 odjeżdżają co pół godziny w szczycie i co godzinę w pozostałych porach dnia; od Asker jadą trasą Askerbanen a między Oslo a Lillestrøm jadą trasą Gardermobanen[2].

Pociągi linii 440 odjeżdżają co godzinę; od Asker jadą trasą Askerbanen a między Oslo a Lillestrøm jadą trasą Gardermobanen.
Pociągi linii 450 odjeżdżają co godzinę; od Asker jadą trasą Askerbanen a między Oslo a Lillestrøm jadą trasą Gardermobanen.

## Obsługa pasażerów
Wiata, poczekalnia, kasa biletowa, automat biletowy, parking, parking rowerowy, kawiarnia, ułatwienia dla niepełnosprawnych, schowki bagażowe, windy peronowe, bankomat, kiosk, przystanek autobusowy, postój taksówek, wypożyczalnia samochodów.